# Didcot Railway Centre
Le Didcot Railway Centre est un musée ferroviaire situé à Didcot à l'ouest de Londres, dans l’Oxfordshire au Royaume-Uni.
Le musée est installé dans un bâtiment, ancien dépôt de locomotives, de la gare de Didcot. Il présente une collection unique au monde de locomotives à vapeur de la Great Western Railway. Sont notamment présentées 24 machines, certaines sont statiques et d'autres roulantes et sont mises en service lors des journées vapeur. Le musée conserve également nombre d'autres matériels de la compagnie.

## Histoire
La Great Western Society est créée en 1964 par quatre passionnés des chemins de fer, ils s'installent à Didcot en 1967 avec trois locomotives et quelques voitures.

## Les collections
La collection comprend de nombreuses pièces de matériel roulant, notamment des  locomotives à vapeur ayant roulé sur les lignes du Great Western Railway, certaines sont en état de présentation statique et d'autres sont en état de marche et roulent régulièrement. On y trouve aussi Firefly,  qui est une réplique, construite en 2005, à voie large, 2 140 mm, d'une machine de la Great Western Railway dirigée par Isambard Kingdom Brunel.

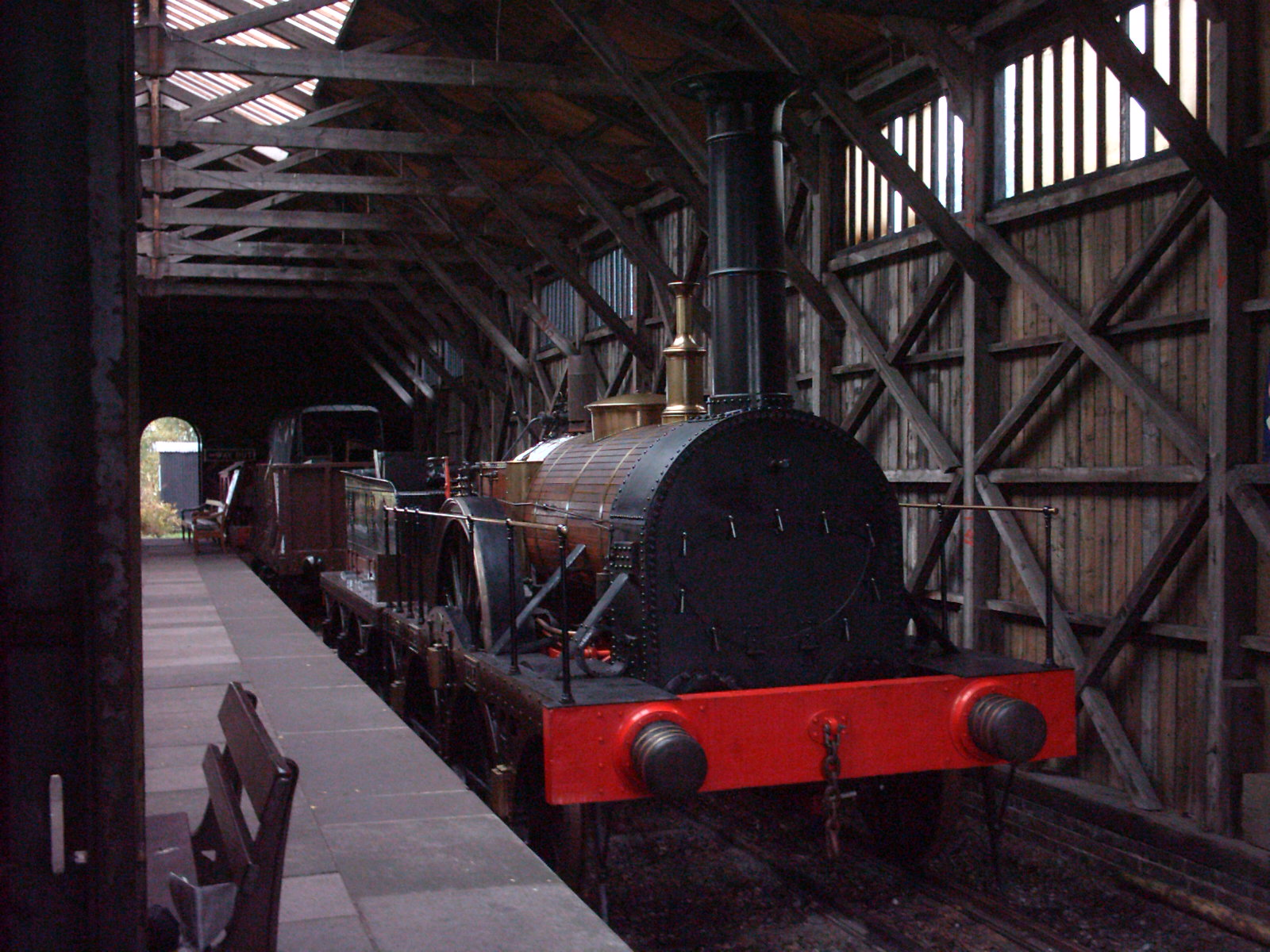
Firefly, construite en 2005, réplique de l'originale.

Les listes suivantes ne sont pas exhaustives et devront être complétées ou actualisées au fil du temps (dernière actualisation en juillet 2024) :

### Locomotives à vapeur
| Classe/Type            | Numéro & Nom             | Constructeur et date               | Photo |
| ---------------------- | ------------------------ | ---------------------------------- | ----- |
| RS&H 0-4-0T            | 1 Bonnie Prince Charlie  | Robert Stephenson & Hawthons, 1949 |       |
| George England 0-4-0WT | 5                        | George England and Co, 1857        |       |
| GWR Steam Railmotor    | 93                       | Swindon, 1908                      |       |
| GWR 1000 Class         | 1014 County of Glamorgan |                                    |       |
| Kitson & Co. 0-4-0ST   | 1338                     | Kitsons of Leeds, 1898             |       |
| GWR 1340 Class         | 1340 Trojan              | Avonside Engine Company, 1897      |       |
| GWR 1361 Class         | 1363                     | Swindon, 1910                      |       |
| GWR 1400 Class         | 1466                     | Swindon, 1936                      |       |
| Hunslet 0-6-0ST        | 2409 King George         | Avonside Engine Company, 1942      |       |
| GWR 2900 Class         | 2999 Lady of Legend      | GWR Didcot, 2019                   |       |
| GWR 5700 Class         | 3650                     | Swindon, 1939                      |       |
| GWR 5700 Class         | 3738                     | Swindon, 1937                      |       |
| GWR 2884 Class         | 3822                     | Swindon, 1940                      |       |
| GWR 4073 Class         | 4079 Pendennis Castle    | Swindon, 1924                      |       |
| GWR 5101 Class         | 4144                     | Swindon, 1946                      |       |
| GWR 4073 Class         | 5051 Drysllwyn Castle    | Swindon, 1936                      |       |
| GWR 5205 Class         | 5227                     | Swindon, 1924                      |       |
| GWR 4300 Class         | 5322                     | Swindon, 1917                      |       |
| GWR 4575 Class         | 5572                     | Swindon, 1929                      |       |
| GWR 4900 Class         | 5900 Hinderton Hall      | Swindon, 1931                      |       |
| GWR 6000 Class         | 6023 King Edward II      | Swindon, 1930                      |       |
| GWR 6100 Class         | 6106                     | Swindon, 1931                      |       |
| GWR 5600 Class         | 6697                     | Armstrong Whitworth, 1928          |       |
| GWR 6959 Class         | 6998 Burton Agnes Hall   | Swindon, 1949                      |       |
| GWR 7200 Class         | 7202                     | Swindon, 1934                      |       |
| GWR 7800 Class         | 7808 Cookham Manor       | Swindon, 1938                      |       |
| GWR Fire Fly Class     | Fire Fly                 | The Fire Fly Trust, 2005           |       |
| GWR Iron Duke Class    | Iron Duke                | RESCO Railway, 1985                |       |
| Breakdown Crane        | RS1054                   | Cowans Sheldon, 1930               |       |
| Steam Crane            | 23059                    | Thomas Smith and Sons, 1954        |       |